# Patricia Donnelly
Patricia Mary Donnelly, naît le 30 octobre 1919 à Durand dans le Michigan, aux États-Unis. Après avoir été couronnée Miss Michigan (en), elle devient Miss America 1939. Après sa victoire, elle est surnommée The Long-Stemmed American Beauty, en français : La beauté américaine à longue tige.

### Source de la traduction
- (en) Cet article est partiellement ou en totalité issu de l’article de Wikipédia en anglais intitulé « Patricia Donnelly » (voir la liste des auteurs).